# Separation (película de 2021)
Separation es una película estadounidense de terror dirigida por William Brent Bell, a partir de un guion de Nick Amadeus y Josh Braun. Está protagonizada por Rupert Friend, Mamie Gummer, Madeline Brewer, Violet McGraw, Simon Quarterman y Brian Cox. La película sigue a un padre que debe cuidar a su hija, luego de que su esposa, quien solicitó el divorcio, muere repentinamente en un accidente, ya que los dos son perseguidos por una entidad misteriosa.
Se estrenó el 30 de abril de 2021, a cargo de Open Road Films y Briarcliff Entertainment.

## Argumento
Un ilustrador llamado Jeff Vahn se ve obligado a divorciarse de su esposa, Maggie. Después de que su hija, Jenny, se cae de una tabla del ático mientras Jeff no la está mirando, Maggie se enoja aún más con él y tiene como misión no permitir que Jenny esté cerca de él hasta que ponga su vida en orden. Durante el caso del divorcio, Maggie intenta en vano acercarse a Jenny, quien tiene una relación tensa con ella, y Jeff recuerda sus primeros días de matrimonio y paternidad.
Angustiado por la posibilidad de perder el caso de divorcio y fracasar en su carrera, Jeff considera firmar todos los acuerdos de Maggie, tocando fondo. Él llama a Maggie para hablar sobre las condiciones y los dos discuten, pero mientras Maggie está envuelta en la discusión, ella es atropellada fatalmente. Mucho tiempo después, el funeral es desastroso cuando el suegro de Jeff, Paul Rivers, hace una escena en el funeral y Jenny no puede entender que Maggie ha muerto. Mientras Jeff da un elogio irreflexivo, un retrato no deseado de la familia que se sabía que a Maggie no le gustaba, las luces en llamas derriten solo la cara pintada de Jeff y dejan intactos a los demás miembros de la familia.
Desde entonces, ocurren sucesos extraños en la casa y Jeff tiene pesadillas recurrentes de espíritus que acechan en su casa. Mientras tanto, a medida que Jenny comienza a comprender las consecuencias de la muerte, se aleja de su padre y Paul se prepara para demandar a Jeff por la custodia después de ver su trato sin tacto hacia Jenny. Jenny vuelve al estado de depresión y comienza a actuar de manera extraña, y Jeff pierde su trabajo y no puede consolarla ni ayudarla. Con la esperanza de volver a trabajar, Jeff se acerca a un viejo amigo para obtener una oportunidad de trabajo más pequeña. En trance, Jeff dibuja una figura peculiar, y se muestra que la misma figura está vigilando a Jenny.
Jeff contrata a una niñera llamada Samantha Nally para que vigile a Jenny mientras él comienza a trabajar en su nueva carrera. Samantha intenta ser una figura materna para Jenny, para su desdén mientras se hunde más en la depresión. Se revela que la casa está habitada por espíritus que poseen algunos de los títeres de Jenny, y Jeff sigue volviendo a entrar en trance donde dibuja criaturas aterradoras que los espíritus dan vida. Sin embargo, estos espíritus comienzan a interactuar con Jenny, y cuando intenta decírselo a Samantha, se da cuenta de que ella es la única que puede verlos. Cuando se revelan los motivos y las verdaderas identidades de los espíritus, las vidas de todos corren peligro y es posible que Maggie haya regresado. Se muestra que Maggie fue asesinada por la niñera Samantha Nally, ya que parece haberse enamorado de Jeff y, según ella, estaba protegiendo a Jeff de Maggie. En un caso, también intenta envenenar a Jenny. Maggie se venga matando a Samantha. En el clímax, Jenny sube al ático para hablar con 'su mamá' pero se resbala y Jeff la atrapa. Ambos caen libremente al fondo, pero no resultan heridos. La película termina mostrando que Maggie los salvó a ambos de la caída.

## Reparto
- Rupert Friend como Jeff Vahn
- Mamie Gummer como Maggie Vahn
- Madeline Brewer como Samantha Nally
- Brian Cox como Paul Rivers
- Violet McGraw como Jenny Vahn
- Simon Quarterman como Alan Ross
- Mark Pettograsso como el doble de Brian Cox

## Producción
En octubre de 2018, se anunció que Rupert Friend protagonizaría la película, con William Brent Bell dirigiendo a partir de un guion de Nick Amadeus y Josh Braun. En noviembre de 2018, Mamie Gummer, Madeline Brewer, Brian Cox y Violet McGraw se unieron al elenco.
A principios de 2020, la película se encontraba en la fase final de postproducción.

## Estreno
En marzo de 2021, Open Road Films y Briarcliff Entertainment adquirieron los derechos de distribución de la película y fijaron su estreno para el 23 de abril de 2021. Posteriormente se retrasó hasta el 30 de abril de 2021.

### Taquilla
En su primer fin de semana, la película recaudó $1,8 millones en 1.751 salas, situándose en el cuarto puesto de la taquilla. En su segundo fin de semana cayó un 40% hasta los $1,1 millones, quedando en sexto lugar.

### Respuesta crítica
En Rotten Tomatoes, la película tiene un índice de aprobación del 7% basado en 28 críticas, con una calificación promedio de 4,3/10.